# Kennygayita
La kennygayita és un mineral de la classe dels sulfats. Rep el nom en honor al geòleg i col·leccionista de minerals nord-americà Norman Kennedy (Kenny) Gay (1953 – 2023).

## Característiques
La kennygayita és un sulfat de fórmula química [Pb₄O₂(OH)₂](SO₄). Va ser aprovada com a espècie vàlida per l'Associació Mineralògica Internacional l'any 2022, sent publicada en el mes d'abril de 2024. Cristal·litza en el sistema triclínic.
Les mostres que van servir per a determinar l'espècie, el que es coneix com a material tipus, es troben conservades a les col·leccions mineralògiques del Museu d'Història Natural del Comtat de Los Angeles, a Los Angeles (Califòrnia) amb els números de catàleg: 76229, 76230 i 76231.

## Formació i jaciments
Va ser descoberta a la mina Redmond de la localitat de Waterville Lake, al comtat de Haywood (Carolina del Nord, Estats Units). Més tard també va ser determinada a Badenweiler, dins la regió de Friburg (Baden-Württemberg, Alemanya), amb uns anàlisi realitzats per Joy Desor. Aquests dos indrets són els únics de tot el planeta on ha estat descrita aquesta espècie mineral.